# St. Laurentius (Hügelsheim)

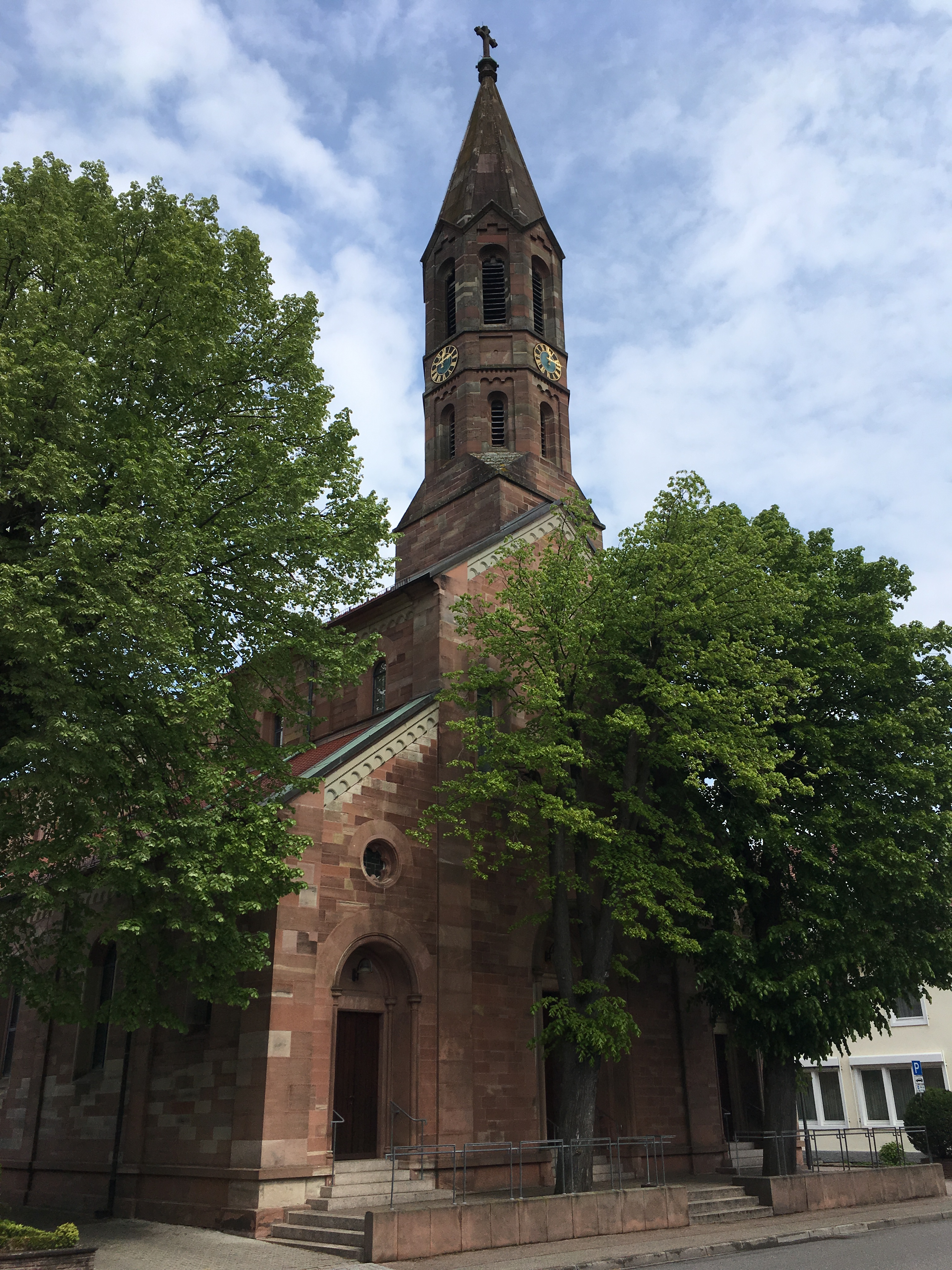
St. Laurentius in Hügelsheim

St. Laurentius ist die neuromanische katholische Basilika und Pfarrkirche in Hügelsheim, einer Gemeinde im Landkreis Rastatt in Baden-Württemberg. Sie wurde 1842–1843 nach Plänen von Johann Ludwig Weinbrenner errichtet. Sie gehört zum Dekanat Baden-Baden der römisch-katholischen Diözese Freiburg. Der Sakralbau ist dem römischen Diakon und Märtyrer Laurentius von Rom gewidmet.

## Lage
Durch Hügelsheim verläuft die Hauptstraße aus Südwesten kommend in nordöstlicher Richtung durch den Ort. Etwa in der Mitte der Gemarkung zweigt die Rheinstraße nach Norden hin ab. Die Kirche steht wenige hundert Meter weiter nordöstlich dieser Kreuzung. Sie ist nicht eingefriedet.

## Geschichte
Ein erster Sakralbau in Hügelsheim wurde bereits am 24. Juni 1396 erwähnt, als die Kirchenpfleger Frietscho, Johannes und Henselin gemeinsam mit der Gemeinde eine Kapelle stifteten. Hügelsheim gehörte zu dieser Zeit noch der damals selbstständigen Stadt Stollhofen, im 21. Jahrhundert ein Ortsteil von Rheinmünster, und war zur Frühmesserei verpflichtet. Aus dem Jahr 1499 ist ein weiterer Vorgängerbau überliefert, der ein Ersatzbau für die Kapelle gewesen sein könnte. Dieses Bauwerk wurde Anfang des 16. Jahrhunderts bei einem Hochwasser des Rheins schwer beschädigt und erhielt daher mit Wirkung zum 6. Februar 1503 einen Ablass des Bischofs Albert von Straßburg. Am 29. Juli 1504 wurde Hügelsheim von der Mutterkirche in Stollhofen getrennt und zur eigenständigen Pfarrei erhoben. Die Gläubigen erhielten vom Straßburger Bischof Erasmus Schenk von Limpurg am 31. März 1546 die Erlaubnis, eine neue Kirche zu errichten. Diese wurde jedoch im Pfälzischen Erbfolgekrieg weitgehend durch Kriegseinwirkungen zerstört. Sie erhielt dennoch im Jahr 1756 eine kleine Glocke, die in der Straßburger Glockengießerei Edel von Matthäus Edel gegossen wurde.
1819 regte die Kirchengemeinde erstmals den Bau einer neuen Kirche an. Am 22. Februar 1842 beauftragte sie den Zimmermeister Josef Mauterer aus Ötigheim sowie den Maurermeister Erasmus Dürr aus Rastatt, das Bauwerk für 31.000 Gulden zu errichten. Sie sollte 121 Fuß lang sowie 55 Fuß und 5 Zoll breit werden. Die Arbeiten begannen am 27. Juni 1842 mit der Grundsteinlegung im Beisein des Dekans Gregor Daniel und wurden am 24. Dezember 1843 mit der Kirchweihe abgeschlossen. Im April 1854 schaffte die Kirchengemeinde drei klassizistische Altäre aus Ulm an und ließ sie instand setzen; Ende 1856 wurde der Hochaltar eingeweiht. 1860 sprang die Glocke, die Edel 1756 gegossen hatte. Sie wurde durch eine neue ersetzt, die von der Glockengießerei Grüninger in Villingen-Schwenningen stammt.
Im Ersten Weltkrieg musste die Kirchengemeinde das Geläut bis auf die 11-Uhr-Glocke im Zuge einer Metallspende des deutschen Volkes abgeben; sie gingen verloren. Nach dem Ende des Krieges bemühte sich der Pfarrer Kast um neue Glocken. Sie erreichten zwar 1924 Hügelsheim; drei von ihnen mussten aber im Zweiten Weltkrieg erneut abgegeben werden. Erneut bemühte sich die Kirchengemeinde um Ersatz und so erhielten sie am 16. März 1948 drei neue Glocken aus der Glockengießerei Heinrich Humpert in Brilon. Zu den weiteren Neuanschaffungen kamen im Oktober 1954 eine Heizung sowie eine Erneuerung der Kirchentüren. In den Jahren 1963 und 1964 wurde der Turm renoviert, ein neuer Beichtstuhl im Turmbogen aufgestellt und die Sakristei umgebaut. Ein Jahr später wurde der Innenraum des Schiffs renoviert, neue Fenster eingebaut und ein neues Gestühl aufgestellt. Die Arbeiten wurden mit der Einweihung einer neuen Orgel aus der Werkstatt von Wilhelm Schwarz & Sohn am 1. Oktober 1967 vorläufig abgeschlossen. Fast zwei Jahre später wurde auch der neue Hochaltar durch Weihbischof Karl Gnädinger eingeweiht. Der Altar enthält Reliquien der beiden Brüder und Heiligen Faustinus und Jovita.
Von 1994 bis 1995 führte die Kirchengemeinde eine erneute Renovierung des Innenraumes durch. Im Juli 1997 kam ein neuer Altar sowie ein Ambo hinzu, den der Karlsruher Bildhauer Frido Lehr schuf. Von August 2013 bis März 2014 wurde eine Dachsanierung vorgenommen.

## Baubeschreibung

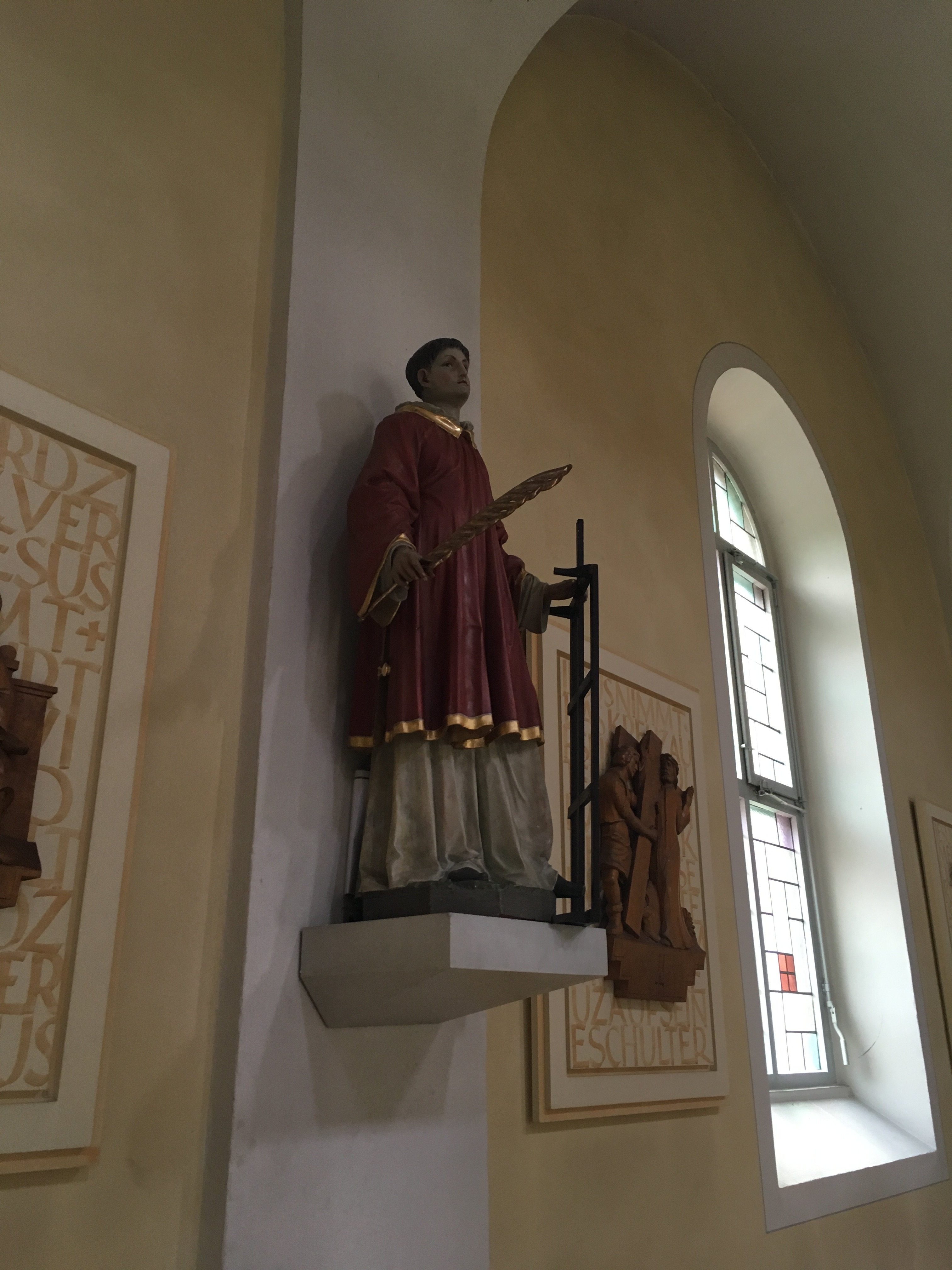
Laurentius von Rom

Der Chor wurde, wie auch die übrigen Bauteile des Bauwerks, aus Buntsandstein errichtet. Er ist nicht eingezogen und hat einen Fünfachtelschluss, dessen Ecken mit Lisenen betont werden. Im unteren Bereich ist er vollständig geschlossen und hat lediglich im oberen Bereich in der Verlängerung des Obergadens des Kirchenschiffs rundbogenförmige Fenster mit einer profilierten Laibung. In den Feldern ist am Übergang zur Dachtraufe ein rundbogenförmiger und nach unten geöffneter, umlaufender Fries, während die Fensterbank als Gesims zwischen den Feldern für einen optischen Anschluss nach unten sorgt.
Die Nord- und Südseite von Haupt- und Seitenschiff sind symmetrisch aufgebaut. Von Westen bzw. Osten ist zwischen den drei Jochen je ein durch Lisenen gegliedertes Feld mit einem rundbogenförmigen, profilierten Fenster. Mittig ist je ein großes Nord- bzw. Südportal, das ebenfalls rundbogenförmig gestaltet wurde und durch eine Treppe erreicht werden kann. Am Übergang zu den Dächern ist auch hier wie im Chor ein umlaufender Fries aus hellerem Sandstein verbaut. Die gleiche Gliederung findet sich auch am Obergaden in Form von sieben Feldern mit entsprechenden Fenstern. Die Ostwand des nördlichen Seitenschiffs hat ebenfalls ein gleich gestaltetes, wenn auch schmaleres Fenster mit einem darüberliegenden Kreuz und einem Fries am Giebel. Über eine Treppe ist ein Kellergeschoss erreichbar. An der Ostwand des südlichen Seitenschiffs ist eine weitere Pforte, die ebenfalls über eine Treppe erreicht werden kann; im Giebel ebenfalls ein Kreuz.
Der Westturm nimmt die Breite der Seitenschiffe auf. Hier sind im unteren Geschoss je drei rundbogenförmige Pforten, die von je zwei Säulen toskanischer Ordnung (entsprechend dem unteren Geschoss) mit einer Profilierung am Kämpfer verziert sind. Die Keilsteine wie auch der Schlussstein sind aus mächtigem Sandstein gearbeitet. Oberhalb der Seitenschiffe ist je eine kreisförmige Öffnung. Das Turmobergeschoss wirkt im Vergleich dazu grazil und besteht zunächst aus einem quadratischen Sockel, der sich in ein achteckiges Geschoss verjüngt, in dem auf jeder Seite eine Klangarkade eingelassen ist. Sie wird von einem darüberliegenden Rundbogenfries verziert. Es folgt ein je mit einem Gesims optisch getrennter Bereich mit je einer Turmuhr in den Himmelsrichtungen und einem weiteren Glockengeschoss mit deutlich größeren Klangarkaden, die mit einem Eckfries verziert sind. Daran schließt sich der geknickte Turmhelm mit Kreuz an.

## Ausstattung

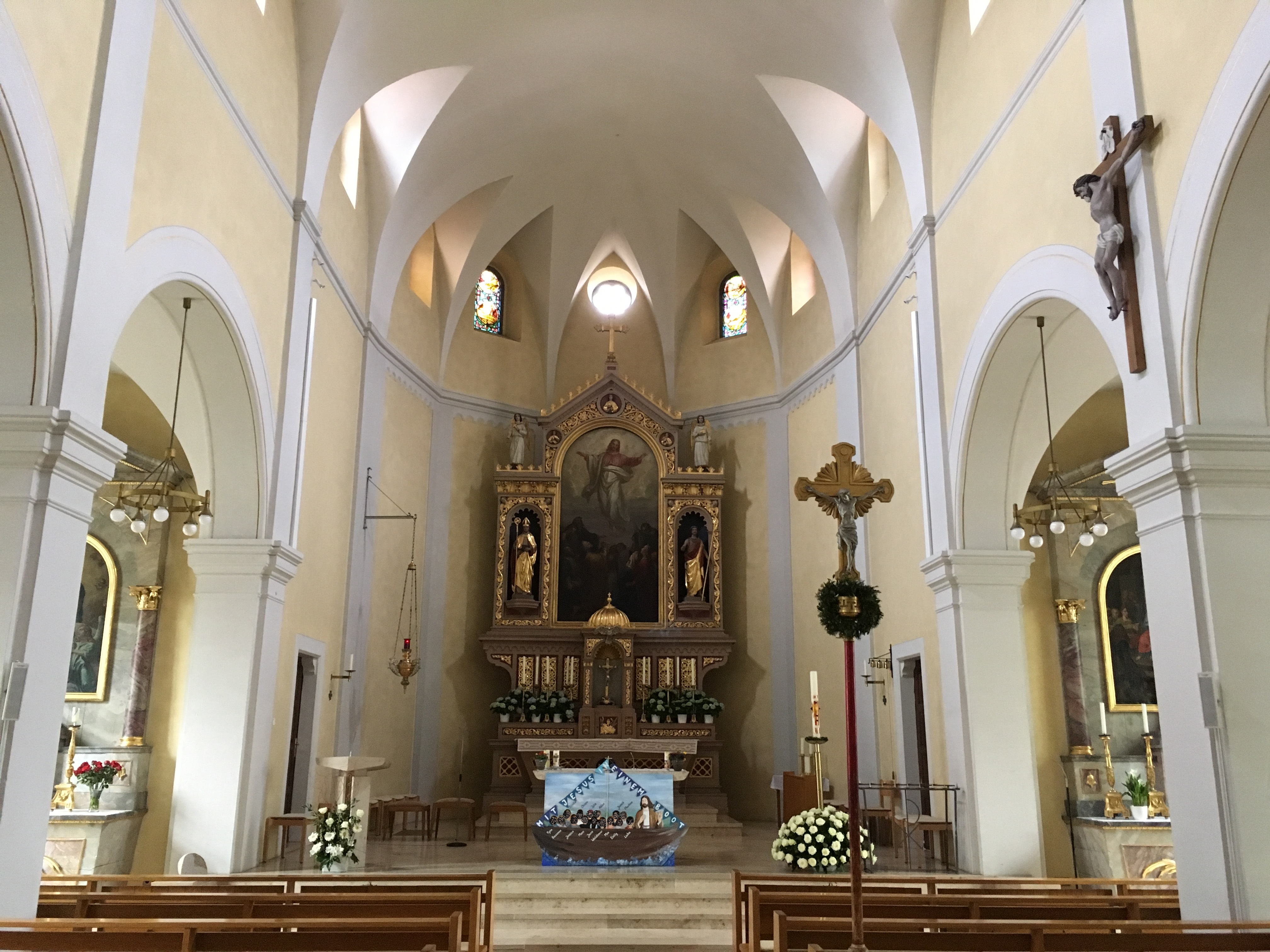
Blick in den Chor

Der Hauptaltar wurde mit klassizistischen Formen erbaut und in einer hellbraunen Farbe gehalten. Er ist reichhaltig mit Gold verziert und hat mittig hinter einem Kruzifix das Tabernakel. Im Hauptfeld ist Christi Himmelfahrt zu sehen, in zwei bogenförmigen Nischen zwei weitere Figuren.  Die linke trägt einen Krummstab und eine Mitra, die rechte einen Kreuzstab und stellt vermutlich Johannes den Täufer dar. Sie werden von Rankenwerk und Akanthus sowie zwei an den oberen Ecken in das Feld hineinschauenden Putten begleitet. Darüber stehen zwei Engel. Das Hauptfeld schließt mit einem Giebel ab, der mit Blattwerk und einem mittig angebrachten Kreuz verziert ist. Das Heiligtum ist in hellen Farben gehalten und wird durch weiße Lisenen gegliedert, die hellgelbe Felder bilden. Am Übergang zu den oberen Chorfenstern ist in den Feldern ein umlaufender, nach unten geöffneter Fries. In den darüberliegenden Fenstern sind die Evangelisten abgebildet, mittig eine Strahlensonne.
Der Seitenaltar im nördlichen Schiff besteht im Wesentlichen aus Marmor. Im Hauptfeld ist Maria zu sehen. Sie wird von zwei toskanischen Säulen umrahmt, die einen Giebel mit einer Strahlensonne tragen. Davor steht eine achteckige Fünte aus Buntsandstein. Im südlichen Seitenschiff steht ein vergleichbarer Altar. An zwei Jochen im nördlichen Seitenschiff stehen zum einen Maria mit dem Jesuskind sowie Laurentius von Rom, der in der rechten Hand die Märtyrerpalme, in der linken den Eisenrost als Ikonografisches Heiligenattribut hält.
Südwestlich vor dem Gebäude steht ein Flurkreuz aus dem Jahr 1906. Es zeigt Jesus Christus am Kreuz, wurde aus Sandstein geschaffen und ist eine Stiftung der Pfarrgemeinde. Die Inschrift lautet: „Kehr um zu mir denn ich erlöse dich“ aus dem Buch Jesaja (Jes 44,24 ). Nordwestlich des Gebäudes steht ein Gedenkstein mit der Inschrift „Strassburg – Dijon“. Er erinnert an die Belagerung und Eroberung von Straßburg und Dijon im Deutsch-Französischen Krieg in den Jahren 1870 und 1871.

## Orgel

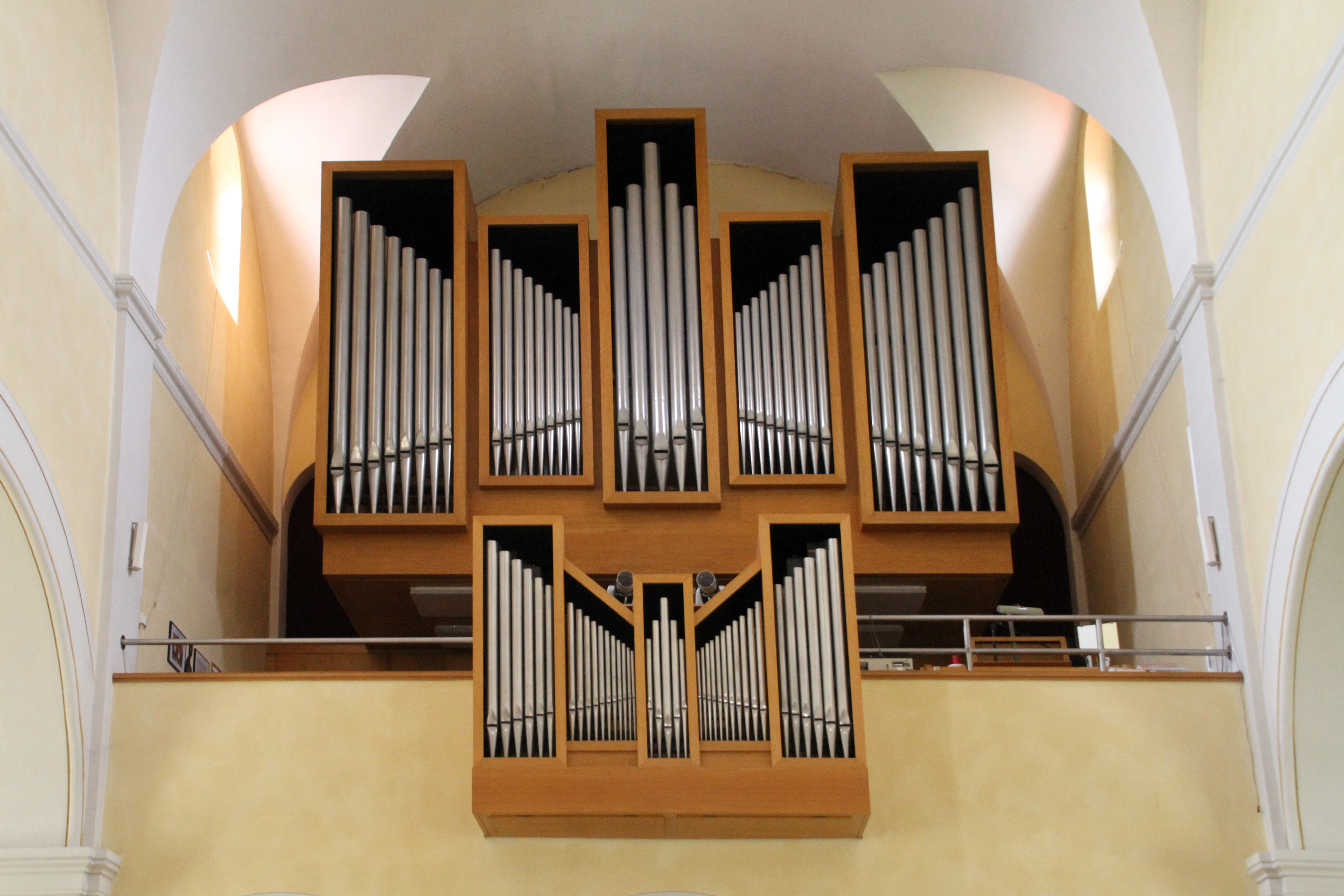
Pfaff-Orgel von 1967

Auf der Westempore steht eine Pfaff-Orgel aus dem Jahr 1967. Sie hat die folgende Disposition:
| I Hauptwerk C–g3 |       |
| Gedacktpommer    | 16′   |
| Prinzipal        | 8′    |
| Rohrflöte        | 8′    |
| Gemshorn         | 8′    |
| Oktave           | 4′    |
| Quinte           | 2 ⁄3′ |
| Oktave           | 2′    |
| Mixtur IV        | 1 ⁄3′ |
| Zimbel III       | 1⁄2′  |
| Trompete         | 8′    |

| II Rückpositiv C–g3 |       |
| Holzgedackt         | 8′    |
| Quintade            | 8′    |
| Prinzipal           | 4′    |
| Koppelflöte         | 4′    |
| Waldflöte           | 2′    |
| Larigot             | 1 ⁄3′ |
| Sifflöte            | 1′    |
| Scharff III–IV      | 1′    |
| Krummhorn           | 8′    |
| Tremolo             |       |

| Pedal C–f1  |                 |
| Subbass     | 16′             |
| Oktave      | 8′              |
| Pommer      | 8′              |
| Basszink    | 5 1⁄3′ + 3 1⁄5′ |
| Choralflöte | 4′              |
| Fagott      | 16′             |

- Koppeln: II/I, I/P, II/P

## Glocken
Das Glockengeläut im Kirchturm besteht im 21. Jahrhundert aus insgesamt vier Kirchenglocken. Die kleinste ist die älteste Glocke. Sie wurde 1756 von der Glockengießerei Matthäus Edel aus Straßburg gegossen. Die anderen Glocken stammen aus dem Jahr 1948 und wurden von der Glockengießerei Junker in Brilon aus Sonderbronze gegossen.
Übersicht
| Glocke | Name             | Durchmesser | Gewicht | Schlagton | Inschrift                                                                                     |
| ------ | ---------------- | ----------- | ------- | --------- | --------------------------------------------------------------------------------------------- |
| 1      | Laurentiusglocke | 1180 mm     | 970 kg  | f′-1      | „LAURENTIUS, DER DEN ROST BESTAND, DEN GLAUBEN STÄRKE! SCHIRME UNSER LAND!“                   |
| 2      | Marienglocke     | 990 mm      | 540 kg  | as′-1     | „HILF MUTTER, DIE DER MUTTER SCHMERZEN KENNT! DIE WELT WIRD EINS, WENN SIE DICH MUTTER NENNT“ |
| 3      | Josephsglocke    | 850 mm      | 390 kg  | b′+3      | GELEIT’ UNS SICHER, UNSRES HERRN GELEIT, DURCH ZEIT UND TOD ZUR EWIGKEIT!                     |
| 4      | Herz-Jesu-Glocke | 680 mm      | 180 kg  | c″+8      | 0                                                                                             |